# Teages
Teages (Theages, Θεάγης) fou un filòsof pitagòric grec.
Va escriure una obra sobre la virtut titulada  Περὶ ἀρετῆς) de la qual Estobeu va conservar alguns extractes. Fabricius l'identifica amb el Teages esmentat per Iàmblic a la seva "Vida dels Filòsofs", però no es pot afirmar amb seguretat.